# سیارک ۱۱۳۷
سیارک ۱۱۳۷ (به انگلیسی: 1137 Raissa، نامگذاری:1929WB) هزار و صد و سی و هفتمین سیارک کشف شده‌است که در ۲۷ اکتبر ۱۹۲۹ و در رصدخانه سایمیز کشف شد.
قدر مطلق سیارک برابر ۱۰٫۷۴ است.